# Asota lanceolata
Asota lanceolata là một loài bướm đêm trong họ Erebidae.